# Javier Tato Álvarez
Javier Tato Álvarez Montenegro (Pasto, Nariño, 1 de enero de 1969) es un político colombiano y estudiante de derecho en 1973. Es miembro del Partido Liberal.

## Biografía
Este abogado de la universidad de Nariño, Secretario de Gobierno, Secretario de Hacienda, Jefe Regional de Asuntos Indígenas de Nariño, Secretario de Educación de Nariño, Auditor ante el Instituto de
Seguros Sociales ISS, entre otros. Fue Concejal del Municipio de Pasto durante 3 periodos y representante a la Cámara desde 1998,con el aval del Partido Liberal. Javier Tato Álvarez ha recibido menciones honoríficas como la gran Cruz de San Juan Pasto y la de presidente Honorario de Juntas de Acción Comunal Obrero y barrio del sur de su Departamento.

### Trayectoria política
- En 1998 es elegido Representante a la cámara por el Partido Liberal con 62.356 votos.

- En 2002 es elegido Representante a la cámara por el Partido Liberal con 37.319 votos.

- En 2006 es elegido Representante a la cámara por el Partido Liberal con 24.159 votos.

- En 2010 es elegido Representante a la cámara por el Partido Liberal con 38.221 votos.

- En 2014 es elegido Senador de la República de Colombia por el Partido Liberal con 48.772 votos.

- En 2019 Lanza su candidatura a la Alcaldía del municipio de Pasto[1]